# Cyclotorna ementita
Cyclotorna ementita is een vlinder uit de familie van de Cyclotornidae. De wetenschappelijke naam van de soort is voor het eerst geldig gepubliceerd in 1921 door Meyrick.